# クリシュチフ・ウオイダン
クリシュチフ・ウオイダン（波： Krzysztof Wojdan、男性、1968年5月22日 - ）は、ポーランドの柔道家、タルヌフ出身。アトランタオリンピック男子柔道70kg級出場者。